# Donatella/Clamoroso
Donatella/Clamoroso è un 45 giri della cantautrice pop italiana Donatella Rettore, pubblicato nel 1981 dall'etichetta discografica Ariston Records.

## I brani

### Donatella
Il brano, uno dei primi esempi di Ska in Italia, scritto dalla stessa Rettore su musica di Claudio Rego, ebbe uno straordinario successo diventando un evergreen della musica italiana. Il disco si posizionò in breve tempo alla terza posizione dei singoli più venduti in Italia.
Il brano, inoltre, si aggiudica la vittoria assoluta al Festivalbar 1981, sfuggita l'anno precedente.
Il testo del brano rimarca la ben nota volontà della cantante, spesso espressa anche nelle interviste, di essere chiamata unicamente con il cognome, senza associarlo al suo nome di battesimo.

### Clamoroso
Clamoroso è il lato B del singolo, scritto dagli stessi autori e anch'esso inserito nell'album Estasi clamorosa.

## Tracce
Lato A
1. Donatella – 3:17 (testo: Donatella Rettore – musica: Claudio Rego; edizioni musicali Edizioni musicali Ariston/Senso Unico)

Lato B
1. Clamoroso – 4:01 (testo: Donatella Rettore – musica: Claudio Rego; edizioni musicali Ariston/Senso Unico)

## Classifiche
| Classifica (1981) | Posizione massima |
| ----------------- | ----------------- |
| Italia            | 3                 |

### Classifiche di fine anno
| Classifica (1981) | Posizione |
| ----------------- | --------- |
| Italia            | 18        |

## Cover
Nel 2005 Gennaro Cosmo Parlato realizza una cover di Donatella inserita nell'album Che cosa c'è di strano?; l'8 maggio 2015 il duo musicale Donatella ha pubblicato una cover in versione dance del brano.